# Croton pycnophyllus
Espèce
Croton pycnophyllus est une espèce de plantes à fleurs du genre Croton et de la famille des Euphorbiaceae, présente au Brésil (Bahia).